# Rhymers' Club

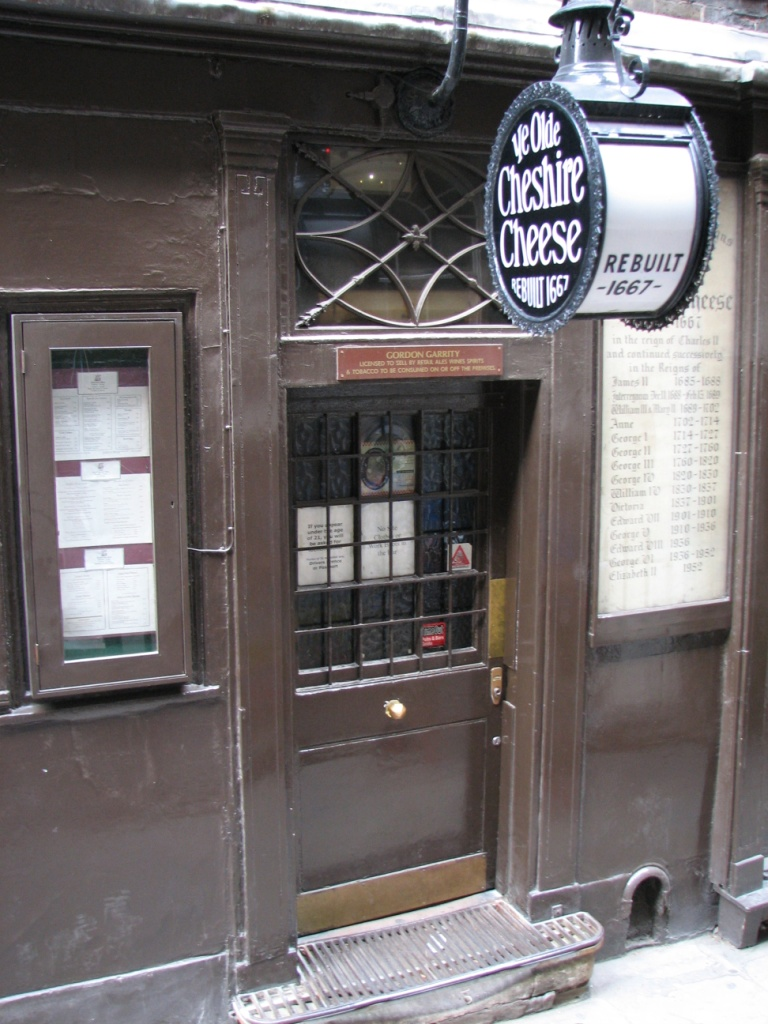
Restaurace Ye Olde Cheshire Cheese na Fleet Street čp. 145

Rhymers' Club byl umělecký klub založený v Londýně v roce 1890 Williamem Butlerem Yeatsem a Ernestem Rhysem. Původně se jednalo jen o pravidelná večerní setkání umělců. V letech 1892 a 1894 vydal klub svou antologii poezie. Umělci se setkávali v londýnské restauraci Ye Olde Cheshire na Fleet Street čp. 145 a v Domino Room v hotelu Café Royal na Regent Street na londýnské Piccadilly. Před konverzí v letech 2008–2012 se jednalo o restauraci a oblíbené místo setkání.

## Historie
Mezi účastníky schůzek byli Ernest Dowson, Lionel Johnson, Francis Thompson, Richard Le Gallienne, John Gray, John Davidson, Edwin J. Ellis, Victor Plarr, Selwyn Image, Lord Alfred Douglas, Arthur Cecil Hillier, John Todhunter, G. A. Greene, Arthur Symons, Ernest Radford a Thomas William Rolleston. Oscar Wilde se zúčastnil některých setkání konaných v soukromých domech. Skupina jako celek se zcela přizpůsobila Yeatsově retrospektivní představě o tragické generaci, která je určena k selhání a v mnoha případech i k předčasné smrti. 
Spolu se sociálním zaměřením Rhymers' Clubu se umělci věnovali také publikování. Vydali dva svazky veršů. První, nazvaný The Book of the Rhymers' Club, vydal v roce 1892 Elkin Mathews. O dva roky později v roce 1894 se objevila druhá kniha The Second Book of the Rhymers' Club, kterou publikovali společně Elkin Mathews a John Lane. V těchto dvou svazcích se objevily příspěvky od: T. W. Rolleston, John Todhunter, W. B. Yeats, Richard Le Gallienne, Arion Cecil Hillier, Ellison Dowson, Victor Plarr, Ernest Radford, Arthur Symons, G. A. Greene, Edwin J. Ellis a Ernest Rhys. 
Tato zdánlivě dualistická existence klubu (tzn. na jedné straně neformální setkání v Cheshire Cheese nebo v soukromých domech, na druhé straně publikování antologie veršů) působí občas při sestavování seznamu členů klubu problém. Ve skutečnosti existují určití básníci, o kterých bylo známo, že se zúčastňovali schůzek, ale nikdy nebyly v žádné publikaci zveřejněny jejich verše. Někteří básníci jsou uvedeni jen v jedné knize, aniž by byli vydáni v druhé. Je jisté, že všichni členové byli muži.
V době, kdy Arthur Ransome napsal v roce 1907 svou Bohemia in London, píše že skupina už byla jen prošlou legendou: ...Rhymers' Club se setkával, popíjel a pokuřoval a recitoval vlastní poezii. Ve skutečnosti byla Ransomova zpráva málo důkladná; skupina pokračovala v nějaké podobě až do roku 1904.